# Evening Moods
 (février 2018).
Si vous disposez d'ouvrages ou d'articles de référence ou si vous connaissez des sites web de qualité traitant du thème abordé ici, merci de compléter l'article en donnant les références utiles à sa vérifiabilité et en les liant à la section « Notes et références ».
Albums de Bob Weir and RatDog
Live at Roseland
(2001)
Albums par Bob Weir
Weir/Wasserman Live
(1988) Weir Here – The Best of Bob Weir
(2004)
Evening Moods est le premier et seul album studio réalisé par le guitariste Bob Weir et le bassiste Rob Wasserman, dans la formation RatDog, un groupe de rock américain.
L'album, sorti en 2000, comprend de nouvelles chansons présentées par RatDog l'année précédente et une reprise du répertoire du groupe Grateful Dead, Corrina.
Mickey Hart, ancien percussionniste des Grateful Dead, est invité sur ce disque.

## Liste des titres
| 1.    | Bury Me Standing     | Gerrit Graham, Jeff Chimenti, Mark Karan, Jay Lane, Mike McGinn, Rob Wasserman, Bob Weir | 9:03 |
| 2.    | Lucky Enough         | John Perry Barlow, Chimenti, Karan, Lane, McGinn, Wasserman, Weir                        | 5:10 |
| 3.    | Odessa               | Graham, Russ Ellis, Chimenti, Dave Ellis, Karan, Lane, McGinn, Wasserman, Weir           | 6:14 |
| 4.    | Ashes and Glass      | Andre Pessis, Chimenti, D. Ellis, Karan, Lane, McGinn, Wasserman, Weir                   | 5:55 |
| 5.    | Welcome to the World | Barlow, Chimenti, Karan, Lane, McGinn, Wasserman, Weir                                   | 6:53 |
| 6.    | Two Djinn            | Graham, Chimenti, Karan, Lane, McGinn, Wasserman, Weir                                   | 9:04 |
| 7.    | Corrina              | Robert Hunter, Mickey Hart, Weir                                                         | 8:52 |
| 8.    | October Queen        | Pessis, Chimenti, D. Ellis, Karan, Matthew Kelly, Lane, McGinn, Wasserman, Weir          | 7:45 |
| 9.    | The Deep End         | Chimenti, Karan, Lane, McGinn, Wasserman, Weir                                           | 5:17 |
| 10.   | Even So              | Graham, Chimenti, D. Ellis, Karan, Kelly, Lane, McGinn, Wasserman, Weir                  | 9:41 |
| 73:55 |                      |                                                                                          |      |

## Crédits
| - Bob Weir : guitare, chant - Rob Wasserman : basse - Jay Lane : batterie, chœurs - Jeff Chimenti : claviers, chœurs - Mark Karan : guitare solo, chœurs | - Production : Michael McGinn, The Blotter Brothers - Producteur délégué : Bob Weir - Enregistrement : Michael McGinn - Mastering : Joe Gastwirt - Mixage : Tom Flye - Ingénierie (additionnel) : Justin Phelps, Kris Ziakis, Mike Frietas - Direction artistique, design : Geoff Gans - Photographie : Doug Menuez |